# Aedes polynesiensis
Aedes polynesiensis är en tvåvingeart som beskrevs av E. Sydney Marks 1954. Aedes polynesiensis ingår i släktet Aedes och familjen stickmyggor. Inga underarter finns listade i Catalogue of Life.